# Góra Tabor (Spotkanie Młodzieży Chrystusa)

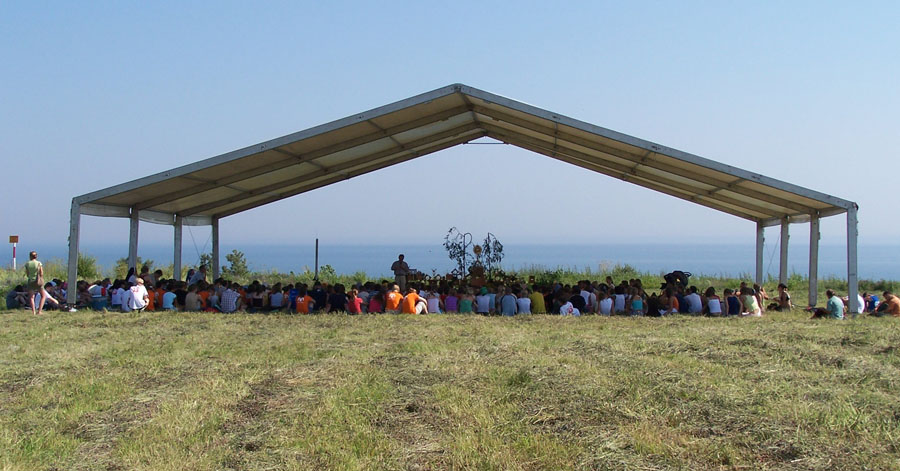
Namiot spotkania

Góra Tabor (Spotkanie Młodzieży Chrystusa) – to odbywające się regularnie od 2003 roku spotkania młodzieży polskiej. Organizowane są przez księży z Towarzystwa Chrystusowego dla Polonii Zagranicznej oraz Stowarzyszenie Przyjaciół Duszpasterstwa Akademickiego "Razem", działające przy Sanktuarium Najświętszego Serca Pana Jezusa w Szczecinie.
Pierwsze spotkanie odbyło się w 2003 roku w Rewalu.
Od roku 2005 spotkania odbywają się we Władysławowie. Sztab spotkania znajduje się przy parafii pw. Wniebowzięcia NMP we Władysławowie.
Uczestnicy nocują na pomarańczowym polu namiotowym w Chłapowie.

## Elementy spotkania
- codzienna msza święta na klifie w Chłapowie;
- katechezy i dyskusje w małych grupach na tematy poruszane na katechezie;
- warsztaty muzyczne, fotograficzne, taneczne, pierwszej pomocy, plastyczne, teatralne, o rodzinie,  uzależnieniach, Bogu, itp.;
- droga światła ulicami miasta i plażą na klif w Chłapowie;
- muzyczne uwielbienie;
- koncerty - w latach 2003–2008 zagrali m.in.: Maleo Reggae Rockers, 2Tm2,3, Chili My, Full Power Spirit, Jesienni przyjaciele, Sunguest, Kapela Przyjaciela.

## Hasła przewodnie poszczególnych spotkań
- 2003, Trzymaj z nami
- 2005, Poznaliśmy Go
- 2006, Postaw na Niego
- 2007, Czego szukacie?
- 2008, To czyńcie
- 2009, O to się trudzimy, o to walczymy
- 2010, Poznaliśmy miłość